# Institut supérieur des études technologiques de Ksar Hellal
L'Institut supérieur des études technologiques de Ksar Hellal (arabe : المعهد العالي للدراسات التكنولوجية بقصر هلال) (ISET-Ksar Hellal) est une institution d'enseignement supérieur tunisienne formant des techniciens supérieurs et délivrant le diplôme de licence appliquée en plusieurs domaines.
Partie d'un réseau de 25 instituts supérieurs des études technologiques, il s'agit d'un établissement public à caractère scientifique et technologique placé sous la tutelle du ministère de l'Enseignement supérieur et de la Recherche scientifique.

## Histoire
La ville de Ksar Hellal a pour principales activités le commerce (450 commerces) et l'industrie textile (environ 4 700 employés). La formation au sein de l'Iset de Ksar Hellal est donc orientée vers ces activités au vu du grand nombre d'entreprises actives dans la région : textile (40 entreprises), confection (45 entreprises) et exportation (70 entreprises).
En 1977, un centre professionnel est transformé en Institut supérieur des industries textiles relevant du ministère des Affaires sociales. En 1985, il est placé sous la tutelle du ministère de l'Enseignement supérieur pour former des techniciens supérieurs en teinture, tissage et maintenance du matériel textile. L'établissement est créé sous sa forme actuelle en vertu de la loi no95-41 du 24 avril 1995 portant transformation d'établissements supérieurs en instituts supérieurs d'études technologiques.

## Enseignement
L'Iset dispense un enseignement scientifique et technologique de trois ans, aboutissant à un diplôme de licence appliquée, et de cinq ans, aboutissant à un diplôme de master professionnel. Il assure la formation selon la réforme LMD du système de l'enseignement supérieur au sein des départements suivants : génie textile, génie des procédés, génie mécanique, sciences économiques et gestion.

## Locaux
L'Iset se situe à l'entrée nord-est de la ville de Ksar Hellal (gouvernorat de Monastir) et dispose d'un foyer universitaire pouvant accueillir 200 étudiants.